# Beatrice Capra
Beatrice «Trice» Capra (Ellicott City, Maryland, 6 d'abril de 1992) és una tennista professional estatunidenca.
Ha desenvolupat la major part de la seva trajectòria en el circuit ITF. El seu millor rànquing individual de la WTA és el número 201 (2010) i el seu millor rànquing en dobles de la seua carrera és el 402 (2011).

## Biografia
Filla de Giovanni and Laurie Capra, d'ascendència italiana per part de pare, té una germana anomenada Pia Rudden.
Va estudiar a l'institut Laurel Springs Online School i llavors va accedir a la Universitat Duke, on va formar part del seu equip de tennis. Abans d'assistir a la universitat es va formar en l'acadèmia l'Evert Tennis Academy.